# Supraśl (gmina)
Pour les articles homonymes, voir Supraśl.
La gmina de Supraśl  est une commune urbaine-rurale polonaise de la voïvodie de Podlachie et du powiat de Białystok. Elle s'étend sur 187,96 km² et comptait 12.780 habitants en 2006. Son siège est la ville de Supraśl qui se situe à environ 16 kilomètres au nord-est de Białystok.

## Villages
Hormis la ville de Supraśl, la gmina de Supraśl comprend les villages et localités de Cegielnia, Ciasne, Cieliczanka, Czołnowo, Drukowszczyzna, Grabówka, Grabówka-Kolonia, Henrykowo, Izoby, Jałówka, Karakule, Komosa, Konne, Kopna Góra, Kozły, Krasne, Krasne-Gajówka, Krasny Las, Krzemienne, Łaźnie, Majówka, Międzyrzecze, Ogrodniczki, Pieczonka, Podjałówka, Podłaźnie, Podsokołda, Podsokołda-Gajówka, Pólko, Sadowy Stok, Sobolewo, Sobolewo-Kolonia, Sokołda, Sowlany, Stary Majdan, Surażkowo, Turo, Turo-Gajówka, Woronicze, Zacisze, Zaścianki, Zdroje et Zielona.

## Villes et gminy voisines
La gmina de Supraśl est voisine de la ville de Białystok et des gminy de Czarna Białostocka, Gródek, Sokółka, Szudziałowo, Wasilków et Zabłudów.